# Клингенберг, Фриц
Фриц Пауль Генрих Отто Клингенберг (нем. Paul Heinrich Otto Fritz Klingenberg; 17 декабря 1912, Рёверсхаген — 22 марта 1945, Херксхайм, Рейнланд-Пфальц) — штандартенфюрер СС, кавалер Рыцарского креста Железного креста.

## Карьера в СС
1 декабря 1931 вступил в НСДАП (№ 851328), а 14 ноября 1932 — в СС (№ 51487). В 1934 году поступил в части усиления СС и окончил курсы юнкерского училища СС в Бад-Тёльце. 20 апреля 1935 произведён в унтерштурмфюреры СС.
Продолжил службу в штандарте СС «Германия». Участвовал во Французской кампании (май-июнь 1940). Награждён Железными крестами обеих степеней.

### «Герой Белграда»
Ещё во время битвы во Франции Клингенберг зарекомендовал себя как инициативный и храбрый командир. Но то, что Фриц Клингенберг совершит в столице Сербии, сделает его одним из самых легендарных офицеров нацистской Германии.
Во время Балканской кампании в апреле 1941-го Фриц был командиром 2-й роты 2-го разведывательного мотоциклетного батальона СС дивизии «Рейх». 11 апреля Клингенберг далеко оторвался от основных танковых сил. Дороги после затяжных дождей и мокрого снега превратились в кашу; много мостов было разрушено отступающими югославскими войсками. Гауптштурмфюрер Клингенберг отмечал всё это на карте, продолжая сближаться с городом. Достигнув самых дальних пригородов у разбухшего Дуная, Клингенберг мог считать свою миссию выполненной, и должен был бы с чистой совестью возвращаться в свой батальон. Но здесь в голове честолюбивого гауптштурмфюрера созрел дерзкий до сумасшествия план.
Фриц Клингенберг нашёл брошенную моторную лодку и вместе с унтер-офицером и пятью рядовыми пересёк холодный полноводный Дунай. Попытка отправить двоих солдат обратно за подмогой потерпела неудачу — лодка затонула, солдаты вернулись к Клингенбергу. Так, во главе отряда в семь человек, гауптштурмфюрер Клингенберг отправился брать Белград.
Навстречу группе попались два грузовика и автобус с 20-ю сербскими солдатами, которые, однако, без единого выстрела сдались Фрицу. Переодевшись в форму югославской армии, Клингенберг и его группа благополучно миновала несколько КПП, обезвредив и захватив в плен их охрану. Надо заметить, что город с 6 по 10 апреля уже подвергался сильным бомбёжкам, в результате которых погибло и было ранено около семнадцати с половиной тысяч человек. Поэтому силы белградской обороны и гражданское население города были уже весьма деморализованы и готовились скорее к длительной осаде, чем к штурму, и так быстро увидеть немецких солдат в городе никто уж точно не рассчитывал.
Добравшись за несколько часов до окраинных улиц, Клингенберг был единственный раз обстрелян. В результате погибло и было ранено несколько пленных; единственным же ущербом группы гауптштурмфюрера можно было считать вывих кисти у одного из эсэсовцев.
Клингенберг приказал демонстративно вывесить нацистский флаг вместо югославского на главной улице. Слух о том, что в город вошли немецкие части, молниеносно разнёсся по Белграду. Менее чем через час мэр города во главе магистрата запросил переговоры. Блефуя, гауптштурмфюрер Клингенберг озвучил условия капитуляции, угрожая в случае сопротивления продолжением бомбардировок, началом артиллерийского обстрела и штурмом города танковыми частями, которые, якобы, подошли к сербской столице. На удачу дерзкого офицера в небе появились самолёты — разведчики люфтваффе. Фриц Клингенберг заявил, что лично от него зависит продолжение или непродолжение авиаударов.
Так, 12 апреля 1941 года, в 5 часов вечера был подписан приказ о капитуляции Белграда. Оружие сложили 1300 солдат национальной армии и ополчения.
Клингенберг решительно «оседлал» ситуацию. Он затребовал списки заключённых. Из них самых лояльных для немецкого режима он поставил на охрану сдавшихся солдат. Также он затребовал отчётности по продуктовым, медикаментным и топливным запасам города. 

Клингенберг убедил командующего гарнизоном выдать карту минных полей и схему — локацию пушечных батарей и пулемётных гнёзд.
По его приказу была сделана чётко заметная с воздуха спецразметка белградского аэродрома, превратившая его в площадку, пригодную для посадки самолётов военной авиации Германии.
Некоторое количество бывших белградских заключённых удачливый гауптштурмфюрер отправил на восстановление ж/д путей.
Вечером 12 апреля к городу подошли солдаты из подразделения Клингенберга, не сумевшие вместе с ним переправиться через Дунай. По их словам, они увидели немецкий флаг и были уверены, что в город вошли с другой стороны основные немецкие части, а их командир давно погиб. Первые же боевые разведгруппы вошли в город в ночь на 13 апреля.
Днём в захваченный гауптштурмфюрером Клингенбергом Белград без боя вошли основные силы дивизии.
Два дня радиоконтактов Клингенберга с дивизионным начальством заставляли немецкое командование ломать голову — истинный ли это гауптштурмфюрер Фриц Клингенберг, или он попал в плен и сдал секретные радиокоды, с помощью которых дезинформирует и заманивает в ловушку немецких солдат? Или, хуже того, он просто изменник и добровольно помогает югославской стороне. Верховное командование не могло до конца поверить столь счастливому исходу дела и опасалось подвоха. Только ручательство Пауля Хауссера заставило поверить информации Клингенберга о случившейся капитуляции Белграда.

Командир полка, «потерявший» Фрица и не получавший от него в течение нескольких дней развединформации, при встрече набросился было на него с обвинениями, на что удивлённый Клингенберг ответил 
А я — взял город. Что мне — его теперь отдать обратно!?
Взятие Белграда, по сути дела, подводило черту под Югославской операцией в целом.
14 мая 1941 года за взятие столицы Югославии Фриц Клингенберг был награждён Рыцарским крестом Железного креста.

### Служба после Белграда
В 1942 году переведён штаб-офицером юнкерского училища СС в Бад-Тёльце. С 1943 — командир 2-го батальона 2-го танкового полка СС дивизии СС «Рейх».
С 21 января по 22 марта 1945 года командовал 17-й моторизованной дивизией СС «Гёц фон Берлихинген».
Погиб 23 марта 1945 в Херксхайме (Бавария) во время боёв против 15-го американского корпуса 7-й армии: до последних мгновений вёл огонь по американским танкам из тяжёлого орудия FlaK 18.

## Награды
- Железный крест 2-го класса
- Железный крест 1-го класса
- Рыцарский крест (14 мая 1941)
- Немецкий крест в золоте (28 апреля 1944)